# 하이스먼 트로피

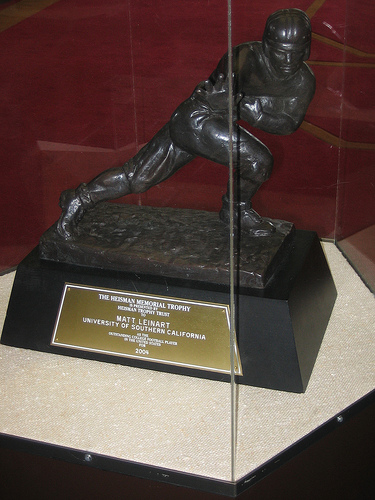

하이스먼 트로피(영어: Heisman Trophy)는 미식축구 선수이자 감독이였던 존 하이스먼 (John Heisman)의 이름을 딴 대학 미식축구 상으로, 매년 가장 활약한 선수에게 주어진다.